# Amphicoma cervenkai
Amphicoma cervenkai är en skalbaggsart som beskrevs av Nikodym 2005. Amphicoma cervenkai ingår i släktet Amphicoma och familjen Glaphyridae. Inga underarter finns listade i Catalogue of Life.